# Владимирский район (Шахтинский округ)
Владимирский район — административно-территориальная единица, существовавшая в УССР и РСФСР в 1923—1925 годах. Административный центр — станица Владимирская (ныне станица Владимировская Красносулинского района Ростовской области).

## История
Постановлением Президиума Всеукраинского ЦИК от 7 марта 1923 года «Об административно-территориальном делении Донецкой губернии» в составе Шахтинского округа был образован Владимирский район с центром в станице Владимирской.
1 октября 1924 года Владимирский район был передан в состав Шахтинского округа Юго-Востока России (Юго-Восточная область 16 октября 1924 года была переименована в Северо-Кавказский край).
В составе Владимирского района значились: Владимирский райисполком, 8 сельсоветов, 22 населённых пункта. Сельсоветы: Больше-Фёдоровский, Бошковский(Божковский), Дудкинский, Комиссаровский, Лиховской, Платоново-Зарубинский, Садки-Николаевский, Чернецовский.
В 1925 году Владимирский район был упразднён, а его территория распределена между Каменским, Сулинским и Шахтинским районами.